# Crocomela colorata
Crocomela colorata är en fjärilsart som beskrevs av Walker 1865. Crocomela colorata ingår i släktet Crocomela och familjen björnspinnare. Inga underarter finns listade i Catalogue of Life.